# Psykokinese
Psykokinese (tankebevægelse), også kendt som telekinese (fjernbevægelse), er et begreb, der bruges inden for parapsykologien om fjernpåvirkning af genstande eller personer ved hjælp af tankens kraft.
Det er psykokinese hvis man ændrer på ting ved tankens kraft, og telekinese når man ved tankens kraft flytter genstande uden direkte fysisk kontakt.
Telekinese er bl.a. blevet skitseret i tv-serier som Heksene fra Warren Manor og i film som Ringenes Herre. Jedi-ridderne i Star Wars-universet anvender også psykokinese i vid udstrækning.